# トロワ＝ヴィル
トロワ＝ヴィル （Trois-Villes、バスク語:Iruri）は、フランス、ヌーヴェル＝アキテーヌ地域圏、ピレネー＝アトランティック県のコミューン。

## 地理
トロワ＝ヴィルはスール地方の一部である。コミューンを県道918号線が通る。
コミューンの土地は、セゾン川によって水を供給されている 。セゾン川はさらにオロロン川とその支流に恵みを与えている。

## 由来
トロワ＝ヴィルの地名は、Tres-Bielles（1475年、オイクスの契約書において）、およびTroisvilles（1863年、ベアルン＝ペイ・バスク地名辞典）といったつづりで示されてきた。

## 歴史
トロワ＝ヴィルは、古くは伯爵領であったとポール・レーモンは指摘している。

## 人口統計
| 1962年 | 1968年 | 1975年 | 1982年 | 1990年 | 1999年 | 2006年 | 2015年 |
| ------ | ------ | ------ | ------ | ------ | ------ | ------ | ------ |
| 167    | 160    | 167    | 145    | 151    | 148    | 134    | 139    |

参照元:1962年から1999年までは複数コミューンに住所登録をする者の重複分を除いたもの。それ以降は当該コミューンの人口統計によるもの。1999年までEHESS/Cassini、2006年以降INSEE

## 史跡

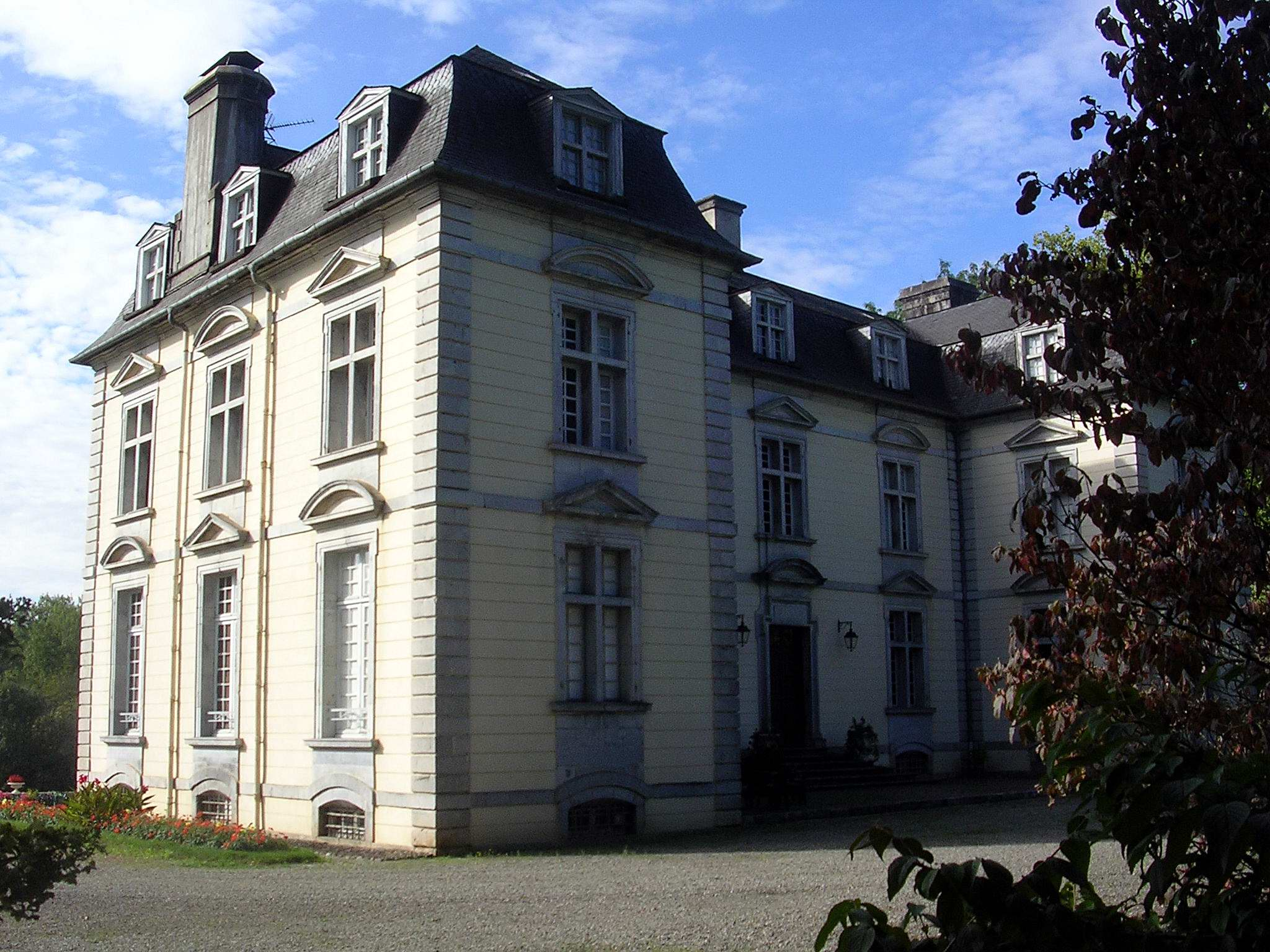
シャトー・デリサベア

- シャトー・デリサベア（fr） - 古典様式。トレヴィル伯爵ジャン・アルマン・ド・ペルールのため1660年から1663年にかけて建設された。トレヴィル伯爵は、三銃士に登場するトレヴィル隊長のモデルである。歴史的記念物[7]。

## ギャラリー

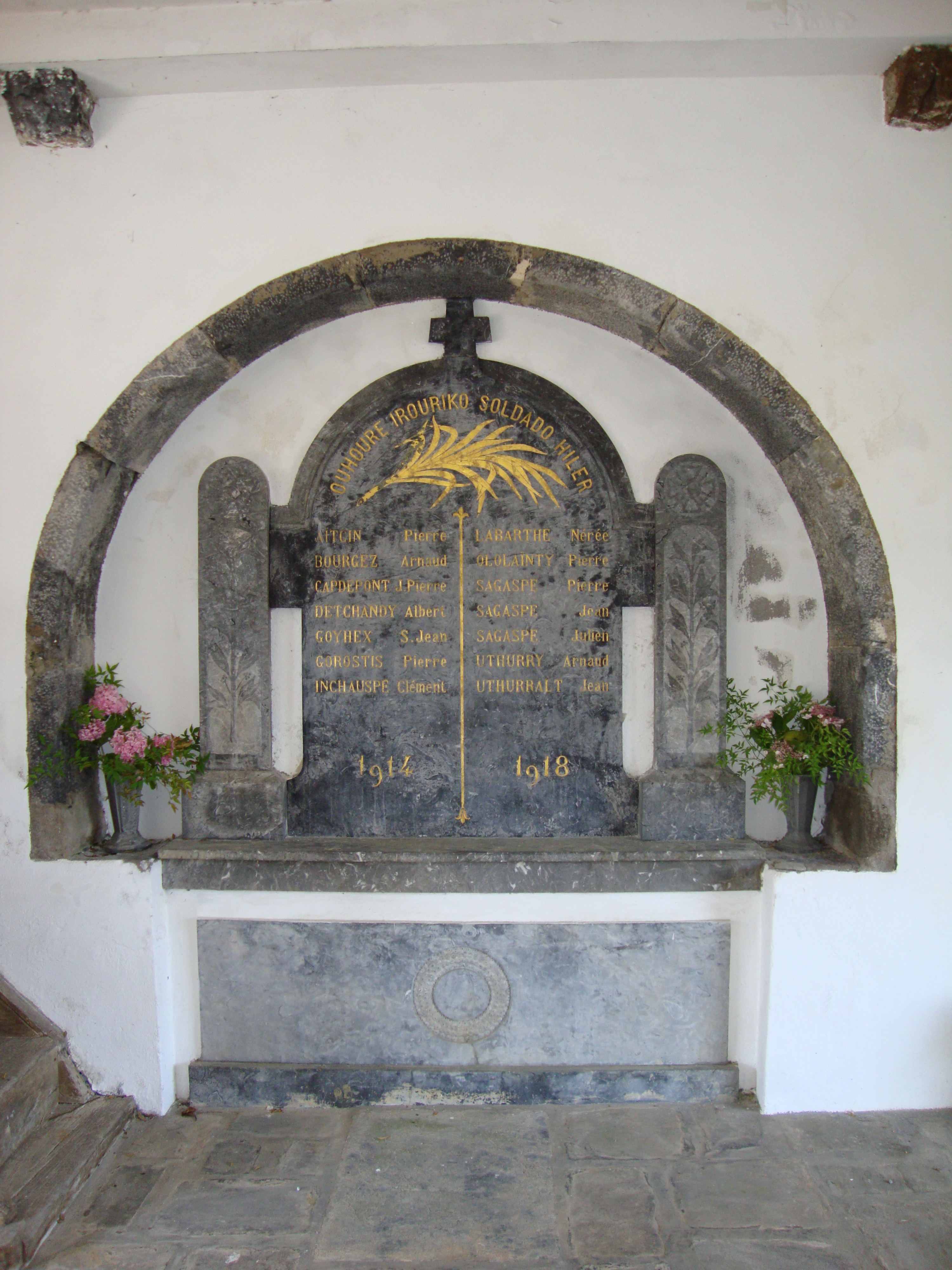
戦死者記念碑
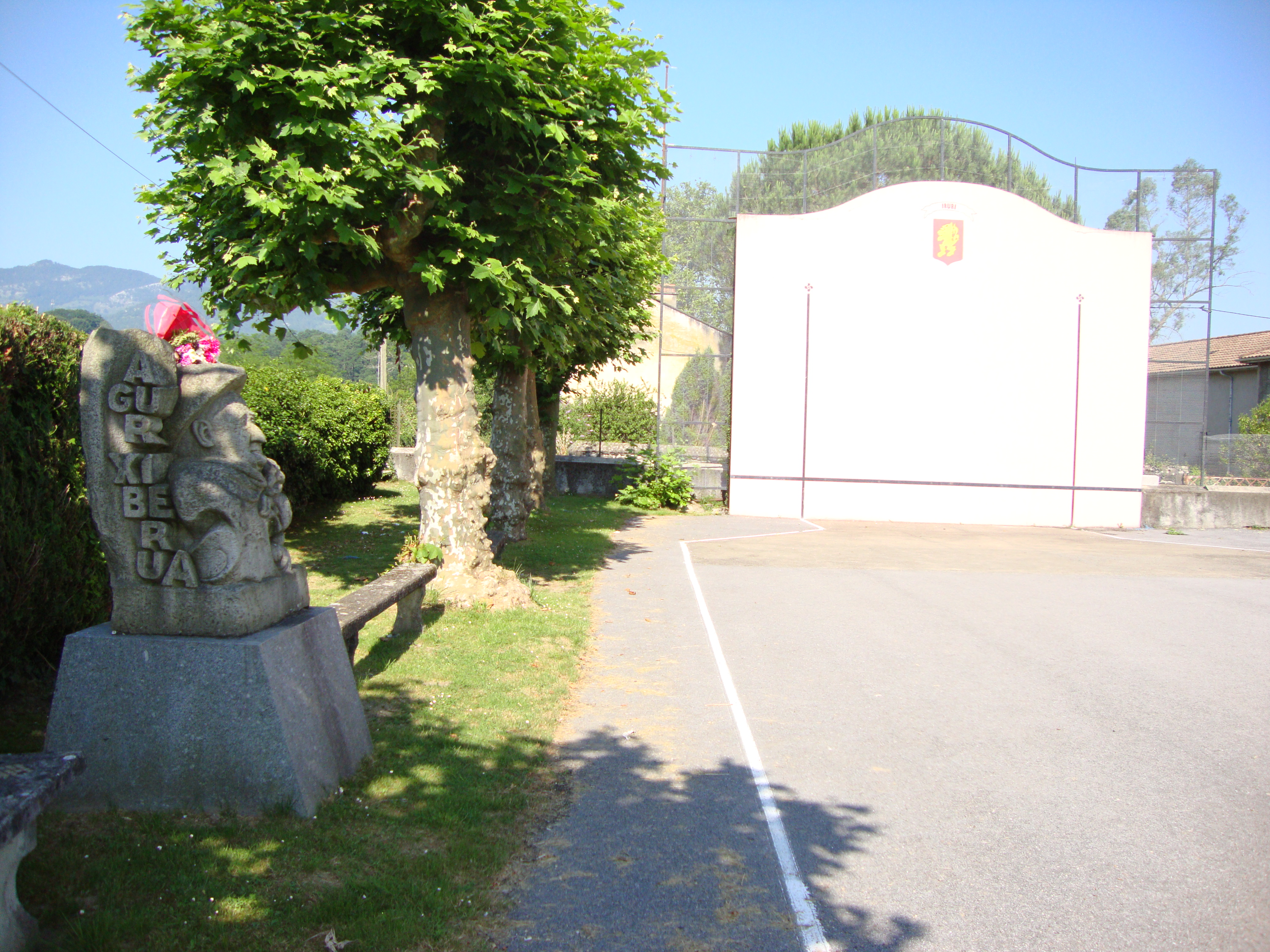
バスク・ペロタの競技場とピエール・ボルダサール像
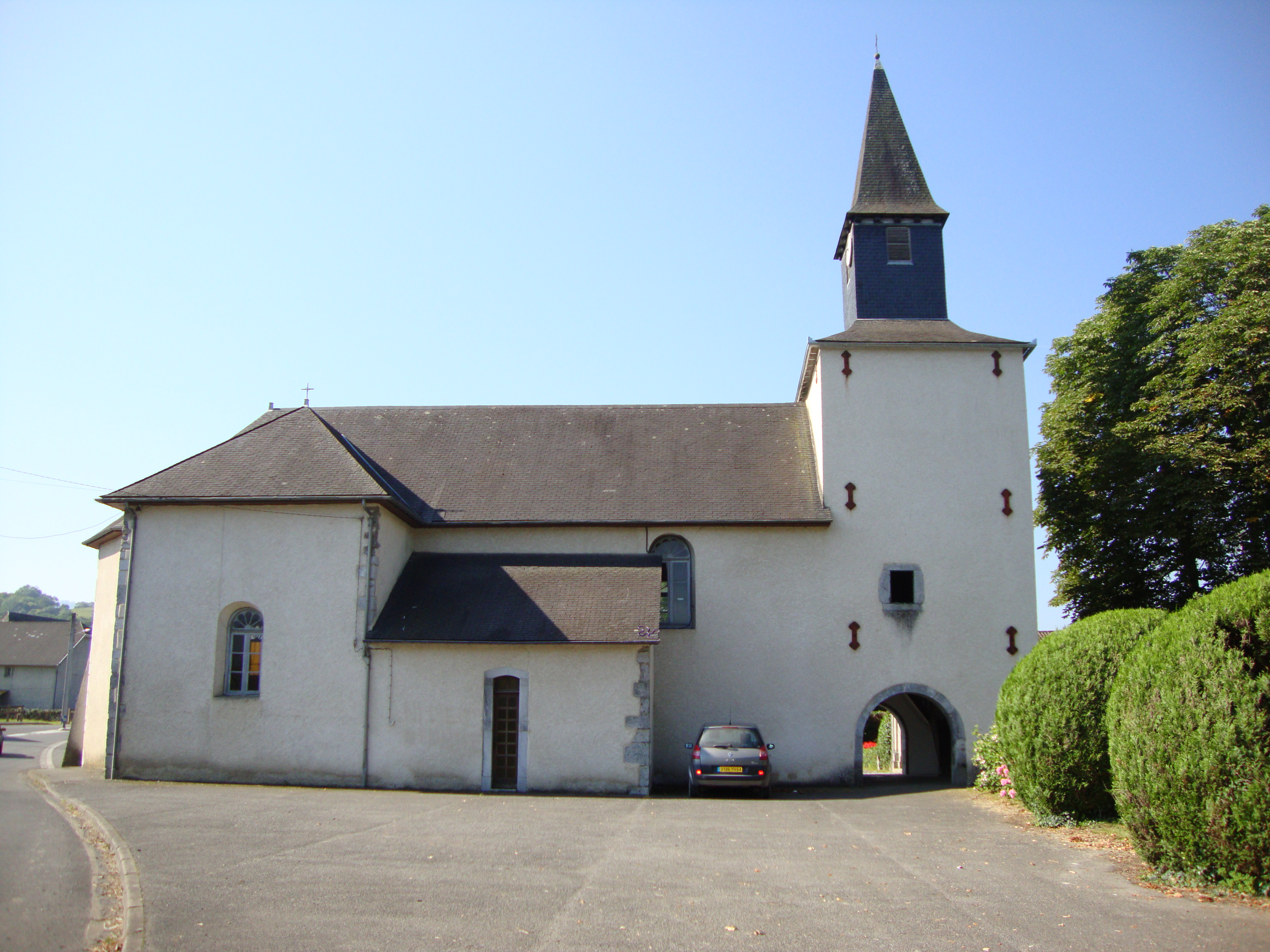
教会
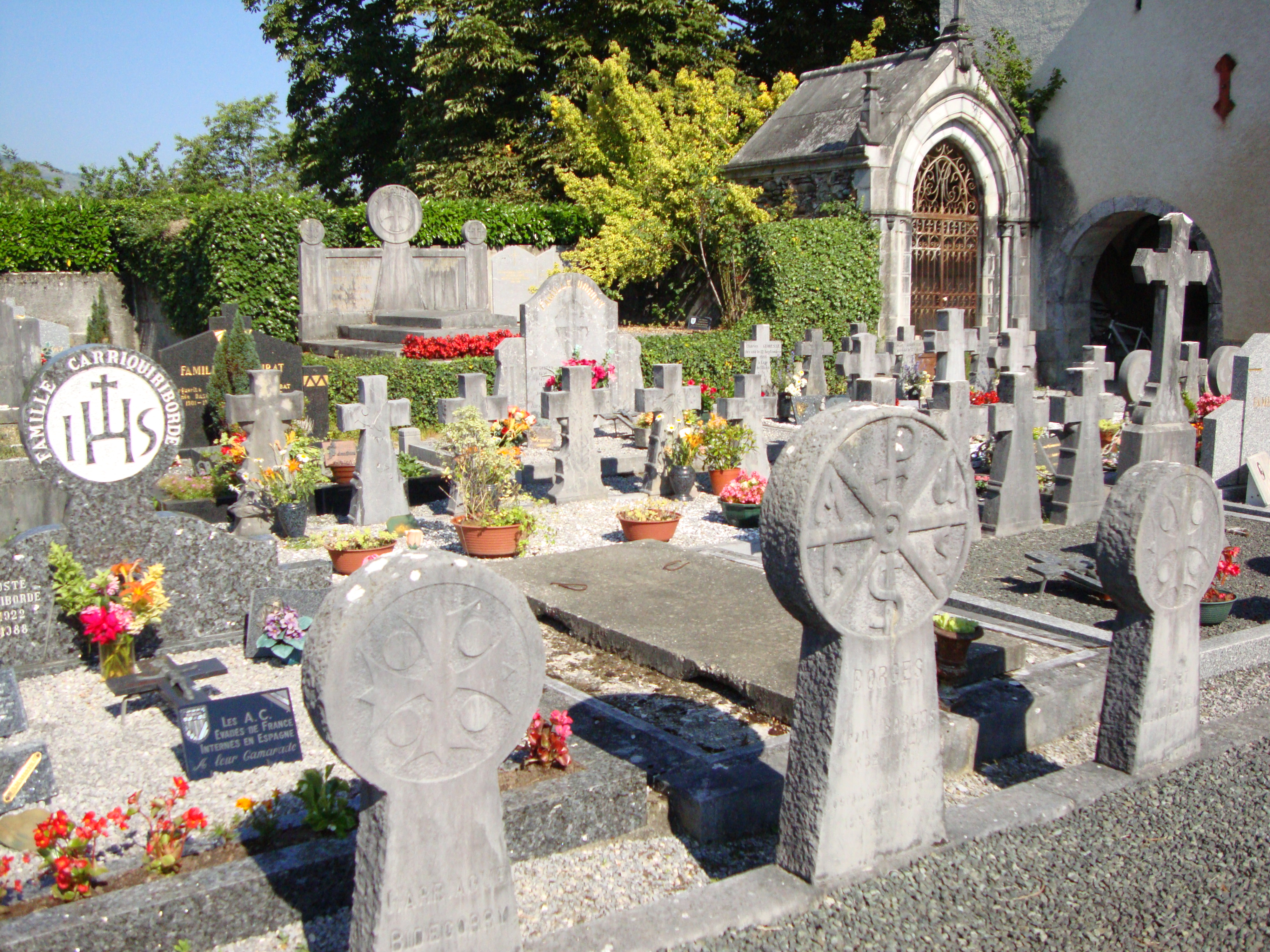
円盤の墓石

## 参照
1. 1 2  Euskaltzaindia - Académie de la langue basque
2. ↑  Fiche du Sandre sur Trois-Villes
3. 1 2  Dictionnaire topographique Béarn-Pays basque - Paul Raymond
4. ↑  http://cassini.ehess.fr/cassini/fr/html/fiche.php?select_resultat=38286
5. ↑  https://www.insee.fr/fr/statistiques/3293086?geo=COM-64537
6. ↑  http://www.insee.fr
7. ↑  http://www2.culture.gouv.fr/public/mistral/merimee_fr?ACTION=CHERCHER&FIELD_1=REF&VALUE_1=PA00084535